# (6716) 1990 RO1
A (6716) 1990 RO1 a Naprendszer kisbolygóövében található aszteroida. Henry E. Holt fedezte fel 1990. szeptember 14-én.